# Preceptiva literaria
Por preceptiva literaria se entiende el conjunto de reglas y normas concernientes al arte literario. Es decir, es el conjunto de observaciones, reglas y normas para componer una «mejor» obra literaria.

## Ámbito
El ámbito de estudio de la preceptiva literaria incluye las nociones de métrica, estrofas, estética, figuras retóricas y oratoria, así como la clasificación de los géneros literarios.
El propósito de estos preceptos es ensalzar un razonamiento crítico para estimular el proceso de creación libre.